# Bad Hofgastein
Bad Hofgastein je městys ležící v okrese St. Johann im Pongau v Rakousku. Spadá pod rakouskou spolkovou zemi Salcbursko. Jedná se o známé lyžařské a wellness centrum. Spolu s Bad Gasteinem a Dorfgasteinem tvoří tzv. Gasteinské údolí.
V Bad Hofgasteinu žije 6726 obyvatel, což jej činí nejlidnatější obcí v Gasteinském údolí.

## Turistika
Gasteinské lyžařské centrum spadá pod oblast Ski amadé. Ta spojuje 28 lyžařských středisek v Rakousku, a je tak druhou největší lyžařskou oblastí v Evropě. Samotné Gasteinské údolí disponuje asi 220 km sjezdovek. Oblast obsluhuje zhruba 50 lanovek a vleků. Přímo z obce Bad Hofgastein a blízkého Bad Gasteinu vedou lanovky do dvou lyžařských středisek Schlosssalm-Angertal-Stubnerkogel a Graukogel. V okolí se nacházejí ještě další dva areály Dorfgasteon-Grossarltal a Sportgastein.
Bad Hofgastein i celé Gasteinské údolí je turistickým centrem nejen pro zimní, ale i letní dovolenou. V létě oblast přitahuje návštěvníky možností turistiky, cykloturistiky, horolezectví či golfu.
Specialitou Bad Hofgasteinu je rozsáhlý lázeňský komplex Alpentherme. Zahrnuje venkovní i vnitřní bazény, mnoho saun a nabídku wellness aktivit. Voda ve zdejších lázních obsahuje radon. Ten má léčivé účinky a doporučuje se speciálně při respiračních potížích, potížích s pohybovým aparátem, posiluje imunitní systém a pomáhá zlepšit kvalitu pleti.
V předvánočním čase se centrum Bad Hofgasteinu zaplní množstvím stánků s punčem, jídlem, suvenýry a výtvory lidové tvořivosti, které utváří zdejší typickou adventní atmosféru. Hned vedle stánků se v prostoru Alpen Areny na celou zimu vybuduje venkovní kluziště. Přímo v centru se v zimě nachází také upravovaná běžkařská trasa protínající lázeňský park.

## Doprava
Vlakové nádraží Bad Hofgastein na Tauernské dráze se nachází přibližně tři kilometry severně od centra města ve čtvrti Breitenberg; Zastávka Bad Hofgastein, která byla blíže městu, byla uzavřena. Bad Hofgastein se nachází na Gasteiner Straße, která vede z Lendu v údolí Salzach do Böcksteinu.

## Galerie

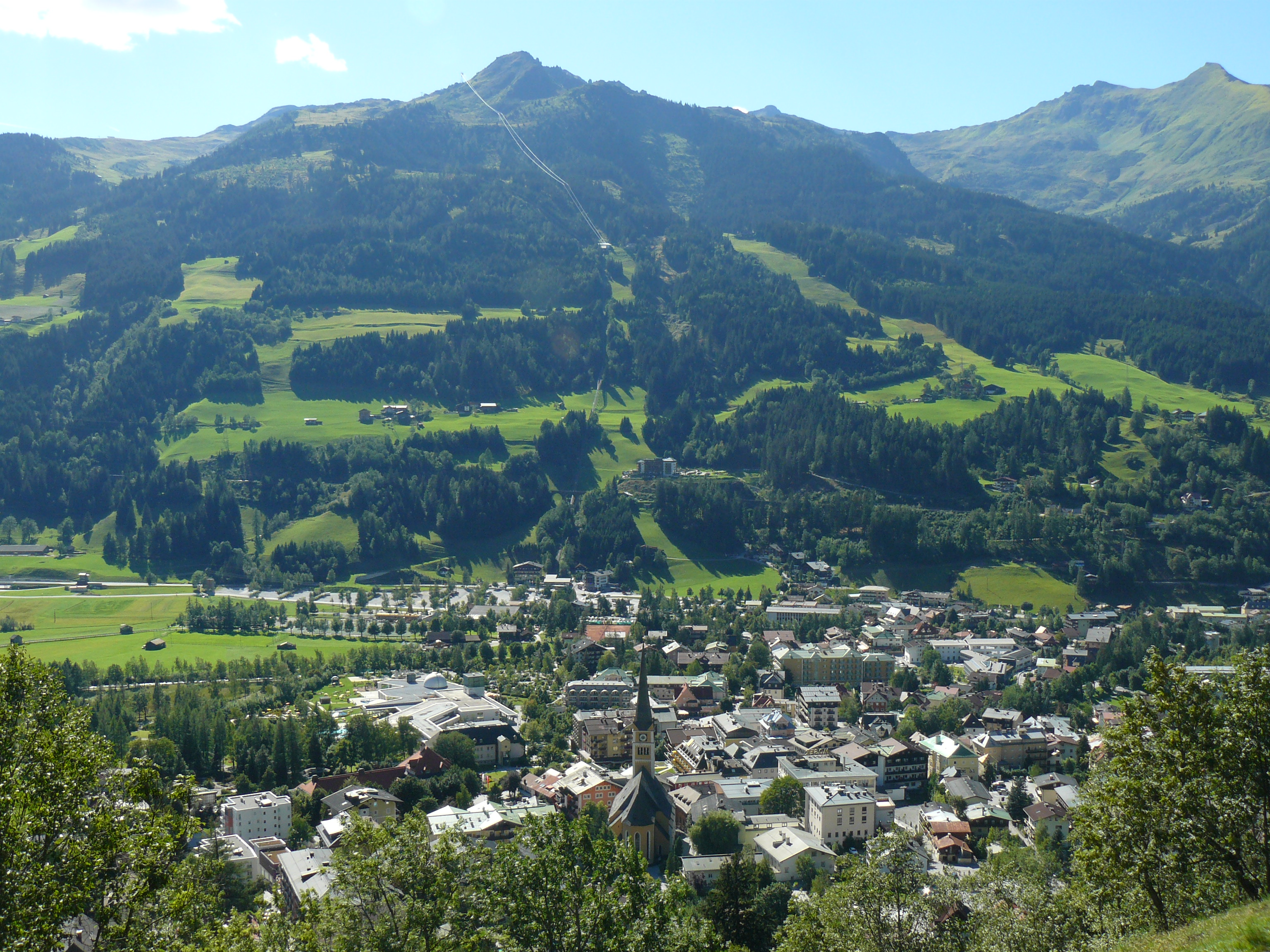
Bad Hofgastein shora
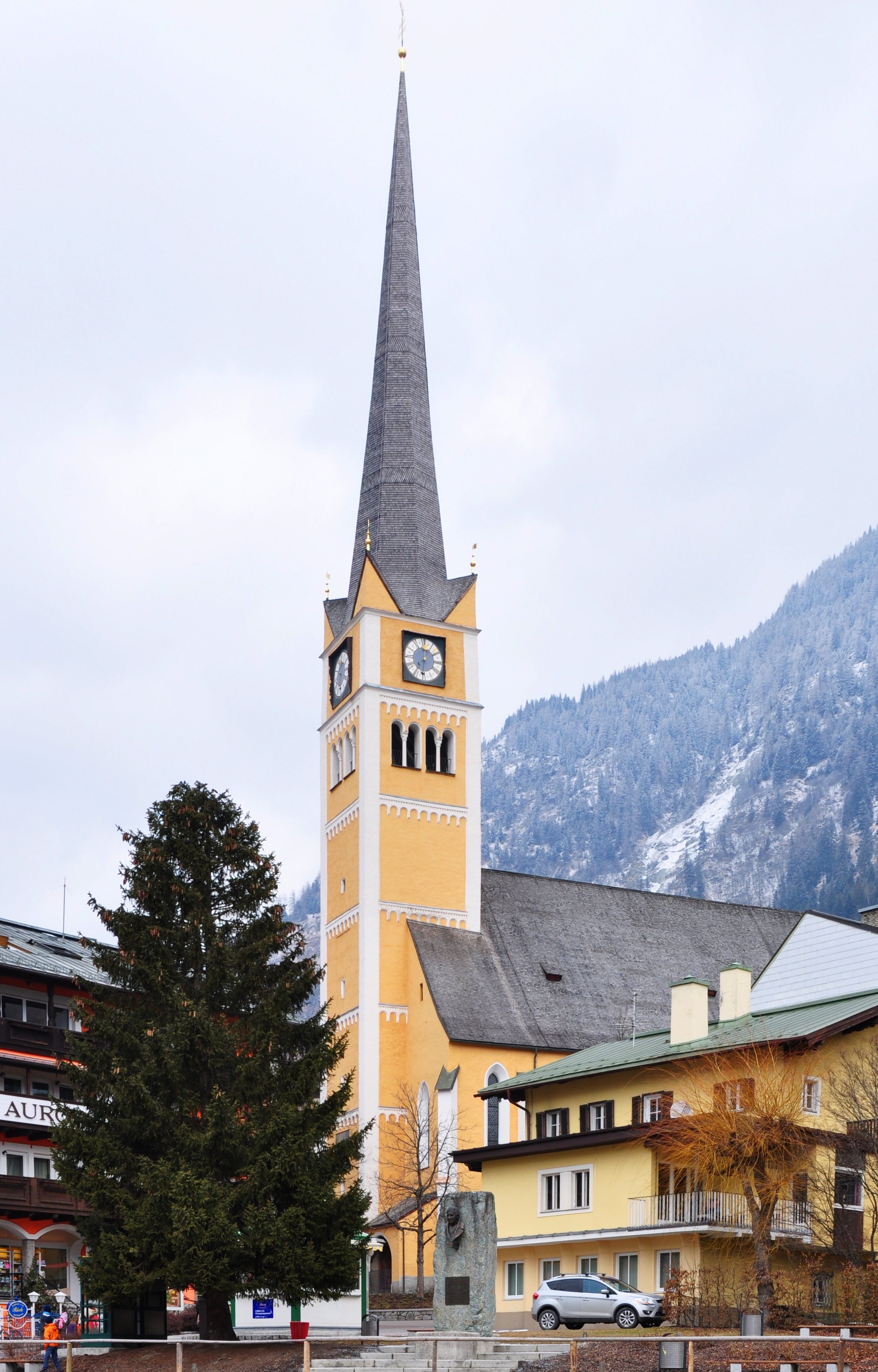
Kostel na náměstí
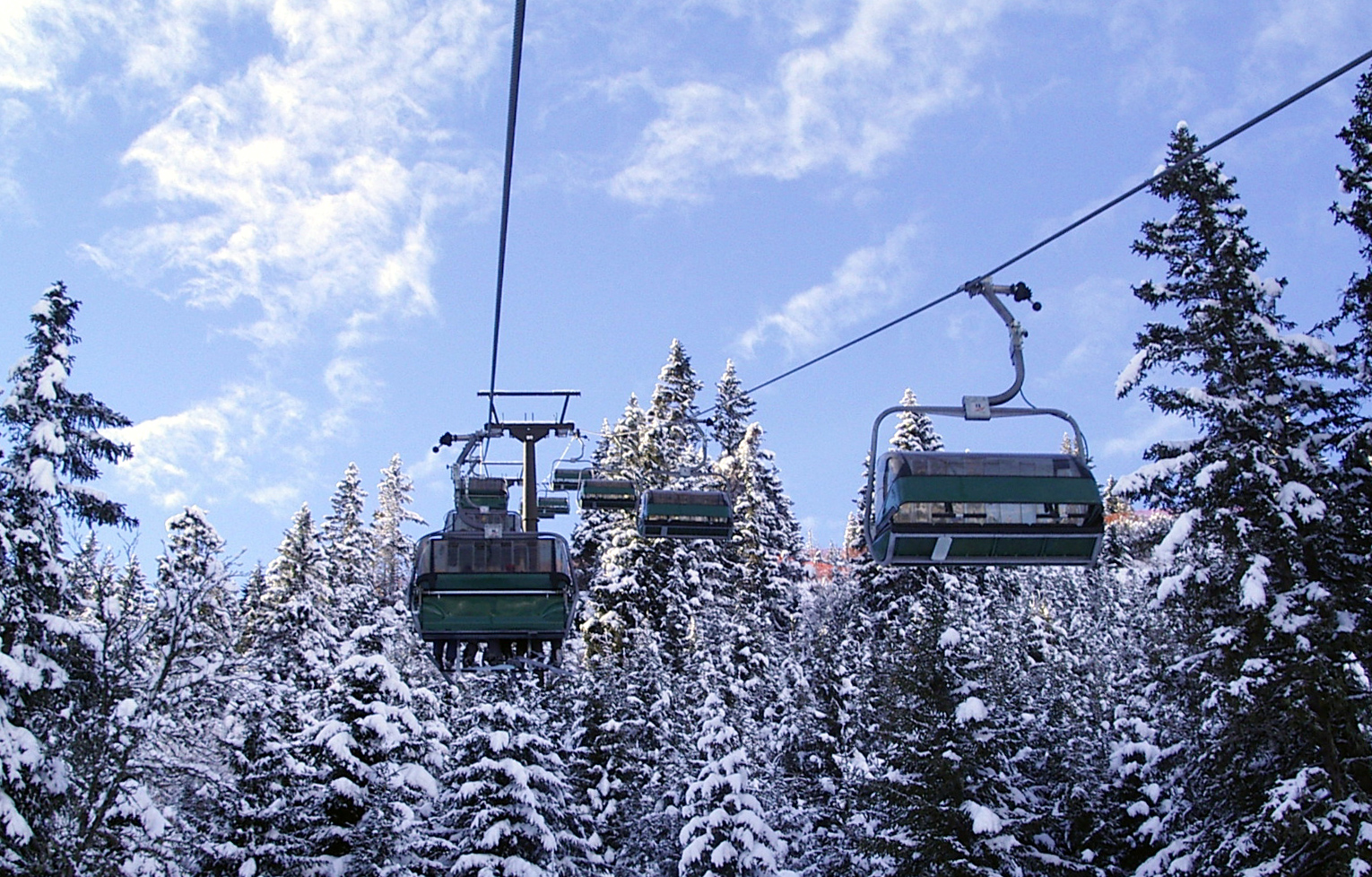
Lanovka v Bad Hofgasteinu
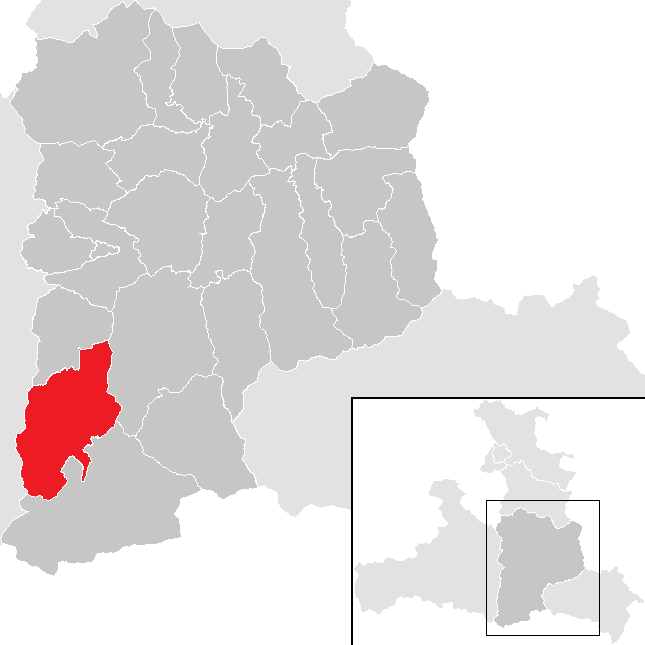
Umístění Bad Hofgasteinu v okrese St. Johann im Pongau